# Wirtschaftskomitee Deutschland
Der Wirtschaftkomitee Deutschland e. V. (WBA) ist ein 2004 gegründeter gemeinnütziger, parteipolitisch unabhängiger Europäischer Bundesverband zur Förderung der Sozialen Marktwirtschaft, Wirtschaft, Bildung, Arbeit mit Sitz in der Friedrichstraße 171, 10117 Berlin.

## Zielsetzung
Die Satzung des Vereins definiert den Zweck des Verbands wie folgt:

„(...) das öffentliche Bewusstsein dafür schärfen, welche Bedeutung Arbeitgeber bei der Lösung einer der zentralen Aufgaben der Gesellschaft haben, nämlich Ausbildung und Arbeitsplätze bereitzustellen [und zu sichern]. Die Senats- und Kooperationsmitglieder vertreten in Deutschland etwa zwölf Millionen Beschäftigte. Erklärtes Ziel: die Jugend fördern und fordern.“

## Wirtschaftspreis
Der WBA vergibt den Wirtschaftspreis Goldjupiter. Mit diesem Preis werden seit 2004 jährlich einige besonders herausragende Unternehmen des Mittelstands ausgezeichnet.